# Mario Acerbi (pittore)

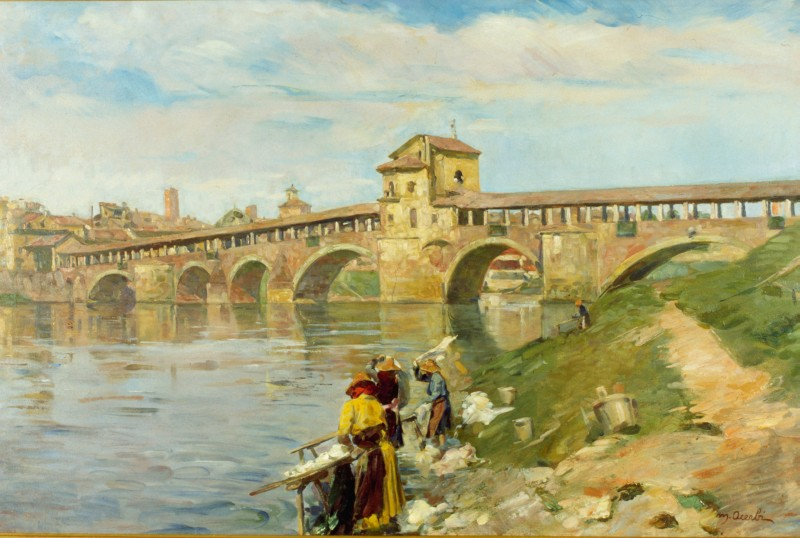
Il Ponte Vecchio con lavandaie, 1925-1930
(Fondazione Cariplo)

Mario Acerbi (Milano, 18 agosto 1887 – Pavia, 1982) è stato un pittore italiano.

## Biografia
Dal 1900 al 1909 frequenta con profitto la Civica Scuola di Pittura di Pavia, allievo di Carlo Sara, Romeo Borgognoni e di Giorgio Kienerk, aggiudicandosi nel 1907 il Premio Lauzi con Amore dell'arte e nel 1910 il Premio Frank (in seguito annullato per vizio procedurale).
L'insegnamento del padre Ezechiele, noto paesaggista ed esponente di punta del movimento noto come impressionismo lombardo, è determinante nella sua formazione improntata a un linguaggio pittorico di matrice naturalista, con un utilizzo molto marcato del colore per risaltare la componente emotiva dell'opera. 

Dal 1908 è presente alle esposizioni di Torino con Operazioni chirurgiche e Milano con un repertorio di paesaggi, ritratti e fiori realizzati sulla scorta dei modelli paterni di maggior successo commerciale.
Si distingue come ritrattista per committenze milanesi e pavesi, ottenendo incarichi ufficiali da diversi enti lombardi per i quali realizza dipinti storici e soggetti religiosi ad affresco.

## Opere
- Amore dell'arte
- Ritratto di Enrico Castellanza, ASST della Valle Olona, databile dal 1900 al 1924
- Il Ponte Vecchio con lavandaie, Collezioni d'arte della Fondazione Cariplo di Milano, databile dal 1920 al 1924
- Figura femminile che cuce alla finestra, 1923, collezione privata
- L'assedio di Pavia, Pinacoteca di Brera di Milano
- Ritratto di Carlo Servolini, Ospedale Maggiore di Milano, 1942
- Ritratto di Emilio Borromeo, Ospedale Maggiore di Milano
- Ritratto dell'avvocato Francesco Cortese, Policlinico San Matteo di Pavia
- Ritratto di Emilio Garavaglia, ASST della Valle Olona, databile dal 1940 al 1960
- Ritratto di Carla Morone in lettura, Musei Civici di Pavia, databile post 1961
- Ritratto dell'avvocato Radlinski
- Madonna con Bambino, Musei Civici di Pavia
- Dopo gli esami
- Operazioni chirurgiche
- Carlo Servolini, Quadreria dell'Ospedale Maggiore Policlinico di Milano
- Il carradore
- La piazza del Re Sole
- Interni della Certosa di Pavia
- Le offerte per la resistenza, Galleria d'Arte Moderna di Milano
- La lezione di Contardo Ferrini, Chiesa del Carmine di Pavia